# Adrien Niyonshuti
Adrien Niyonshuti (Rwamagana, 2 de enero de 1987) es un ciclista ruandés. Seis de sus hermanos fueron asesinados durante el Genocidio de Ruanda de 1994.

## Biografía
En 2006 llamó la atención del exciclista estadounidense Jonathan Boyer, que se había desplazado al país por negocios. Boyer se convirtió en el entrenador de la selección (Team Rwanda) e incorporó a Niyonshuti al equipo ruandés. Debido a la escasez de equipos comerciales, los ciclistas africanos participaban en las carreras en el seno de sus selecciones. En ese contexto ganó el Tour de Ruanda 2008, cuando todavía esta no era una carrera del UCI Africa Tour (el circuito continental africano en marcha desde 2005).
Esos resultados le llevaron a fichar para 2009 por el equipo profesional sudafricano del MTN Cycling, de categoría Continental, que se convirtió así en su primera escuadra profesional. Ese año, con su participación en el Tour de Irlanda, se convirtió en el primer ciclista ruandés que tomaba la salida en una carrera profesional europea. A finales de año fue tercero en el Tour de Ruanda, tras ser segundo en la contrarreloj final.
Participó en los Juegos Olímpicos de Londres 2012 en la modalidad de mountain-bike acabando en la 39.ª posición. De hecho participó en el test preolímpico de la modalidad. En 2016 volvió a participar en los Juegos Olímpicos, esta vez en la prueba en ruta, aunque no logró acabar la carrera

## Palmarés
2008
- Tour de Ruanda, más 3 etapas

2010
- Campeonato de Ruanda en Ruta

2011
- Campeonato de Ruanda en Ruta

2012
- Campeonato de Ruanda en Ruta

2016
- Campeonato de Ruanda Contrarreloj
- 2.º en el Campeonato de Ruanda en Ruta

2017
- Campeonato de Ruanda Contrarreloj

## Equipos
- Team Rwanda (2007-2009)
- MTN/Dimension Data (2009-2017)
  - MTN Cycling (2009)
  - MTN Energade (2010)
  - MTN-Qhubeka (2011-2015)
  - Dimension Data (2016-2017)